# Saint Kitts och Nevis herrlandslag i fotboll
Saint Kitts och Nevis herrlandslag i fotboll startades i juni 1979, i samband med kvalet till CFU-mästerskapet. Den 3 i månaden inledde man med förlust med 1-2 borta mot Jamaica, i returen två veckor senare föll man återigen med samma siffror, nu hemma, och var utslagna.

## Historik
Saint Kitts och Nevis fotbollsförbund bildades 1932 och är medlem av FIFA och CONCACAF, liksom regionala förbundet CFU.
Lagets största merit är silver i Karibiska mästerskapet 1997 efter 0-4 mot Trinidad och Tobago.

### VM
- 1930 till 1994 - Deltog ej
- 1998 till 2022 - Kvalade inte in

I kvalet till VM i Tyskland 2006 åkte man ut i andra omgången efter sex raka förluster mot Mexiko, Saint Vincent och Grenadinerna och Trinidad och Tobago.

### CONCACAF mästerskap
- 1963 till 1989 - Deltog ej
- 1991 - Kvalade inte in
- 1993 - Kvalade inte in
- 1996 - Kvalade inte in
- 1998 - Kvalade inte in
- 2000 - Kvalade inte in
- 2002 - Kvalade inte in
- 2003 - Kvalade inte in
- 2005 - Kvalade inte in
- 2007 - Kvalade inte in
- 2009 - Kvalade inte in
- 2011 - Kvalade inte in
- 2013 - Kvalade inte in
- 2015 - Kvalade inte in
- 2017 - Kvalade inte in
- 2019 - Kvalade inte in
- 2021 - Kvalade inte in
- 2023 - Gruppspel

Saint Kitts och Nevis kvalificerade sig för första gången till Guldcupen 2023. Laget förlorade alla sina tre gruppspelsmatcher och lämnade tävlingen med målskillnaden 0–14.

### Karibiska mästerskapet
- 1989 - Kvalade inte in
- 1990 - Deltog ej
- 1991 - Kvalade inte in
- 1992 - Kvalade inte in
- 1993 - 4:e plats
- 1994 - Kvalade inte in
- 1995 - Kvalade inte in
- 1996 - Första omgången
- 1997 - 2:a plats
- 1998 - Kvalade inte in
- 1999 - Första omgången
- 2001 - Första omgången
- 2005 - Kvalade inte in
- 2007 - Kvalade inte in
- 2008 - Kvalade inte in
- 2010 - Kvalade inte in
- 2012 - Kvalade inte in
- 2014 - Kvalade inte in
- 2017 - Kvalade inte in